# Дьяконов, Юрий Александрович
Ю́рий Алекса́ндрович Дья́конов (21 сентября 1918 — 24 апреля 2010) — русский советский писатель-прозаик, член Союза писателей СССР, затем Союза писателей России. Писал для детей.

## Биография
Родился в Ростове-на-Дону 21 сентября 1918 года.
Окончив семилетнюю школу, будущий писатель поступает в ФЗУ трамвайщиков и оканчивает его по специальности слесаря-электромонтажника. Работает на вагоноремонтном трамвайном заводе, вступает в ряды ВЛКСМ.
Уже в десять лет Дьяконов пишет свои первые стихи и заметки. Некоторые из них были опубликованы в газете «Ленинские внучата».
Решив продолжить образование в 1936 году поступает на рабфак.
В 1939 году Дьяконова призывают в Красную армию и направляют в Сталинградское военное училище. В январе 1941 года по окончании училища ему присвают звание лейтенанта и направляют в Дальневосточный военный округ. В частях этого округа Дьяконов служит в течение всей Великой Отечественной войны.
Демобилизовавшись из Советской армии в 1946 году, Дьяконов возвращается в родной город и переходит на советскую работу. Затем на комсомольской работе, заведующий отделом, потом секретарь райкома ВЛКСМ.
Почувствовав в себе призвание педагога и писателя, Дьяконов в 1949 году поступает в Ростовский государственный университет, на заочное отделение филологического факультета. После его окончания в 1955 году идёт преподавать в школу. К этому времени относятся и публикации его очерков и рассказов о пионерах в местной периодике.
Затем переходит к жанру повести для детей. В 1968 году Ростиздат выпускает первую книжку Дьяконова «Горнист», состоящую из повестей «Горнист» и «Лагерный флаг приспущен».
Затем выходят его повести «Пирожок с рыбой», «Ливень», «Рената», «Приказ самому себе», «Алмаз — драгоценный камень», повесть-сказка «Восемь волшебных желудей, или Приключения Желудино и его братьев», причём их публикует не только Ростиздат, но и московские издательства «Детская литература» и «Советская Россия».
После распада Советского Союза и разделения Союза писателей СССР на Союз писателей России («почвеннической» направленности) и Союз российских писателей («демократической» направленности) Дьяконов вошёл в первый из них.
Умер в Ростове-на-Дону 24 апреля 2010 года на 92-м году жизни.

## Книги
Отдельные издания произведений писателя:
- Горнист. — Ростов н/Д: Кн. изд-во, 1968.
- Граница в роще Сосновой. Повести. — М.: Сов. Россия, 1973.
- Рената. Повесть. — Ростов н/Д: Кн. изд-во, 1973.
- Приказ самому себе. Повесть. — Ростов н/Д: Кн. изд-во, 1975.
- Секрет на букву «В». — М.: Дет. лит., 1975, 1977.
- Восемь волшебных желудей, или Приключения Желудино и его младших братьев. Повесть-сказка. — Ростов н/Д: Кн. изд-во, 1976; М.: Дет. лит., 1981.
- Для того, чтобы жить. Повесть. — Ростов н/Д: Кн. изд-во, 1978.
- Алмаз — драгоценный камень. Повести. — Ростов н/Д: Кн. изд-во, 1983.